# 卡利 (意大利)

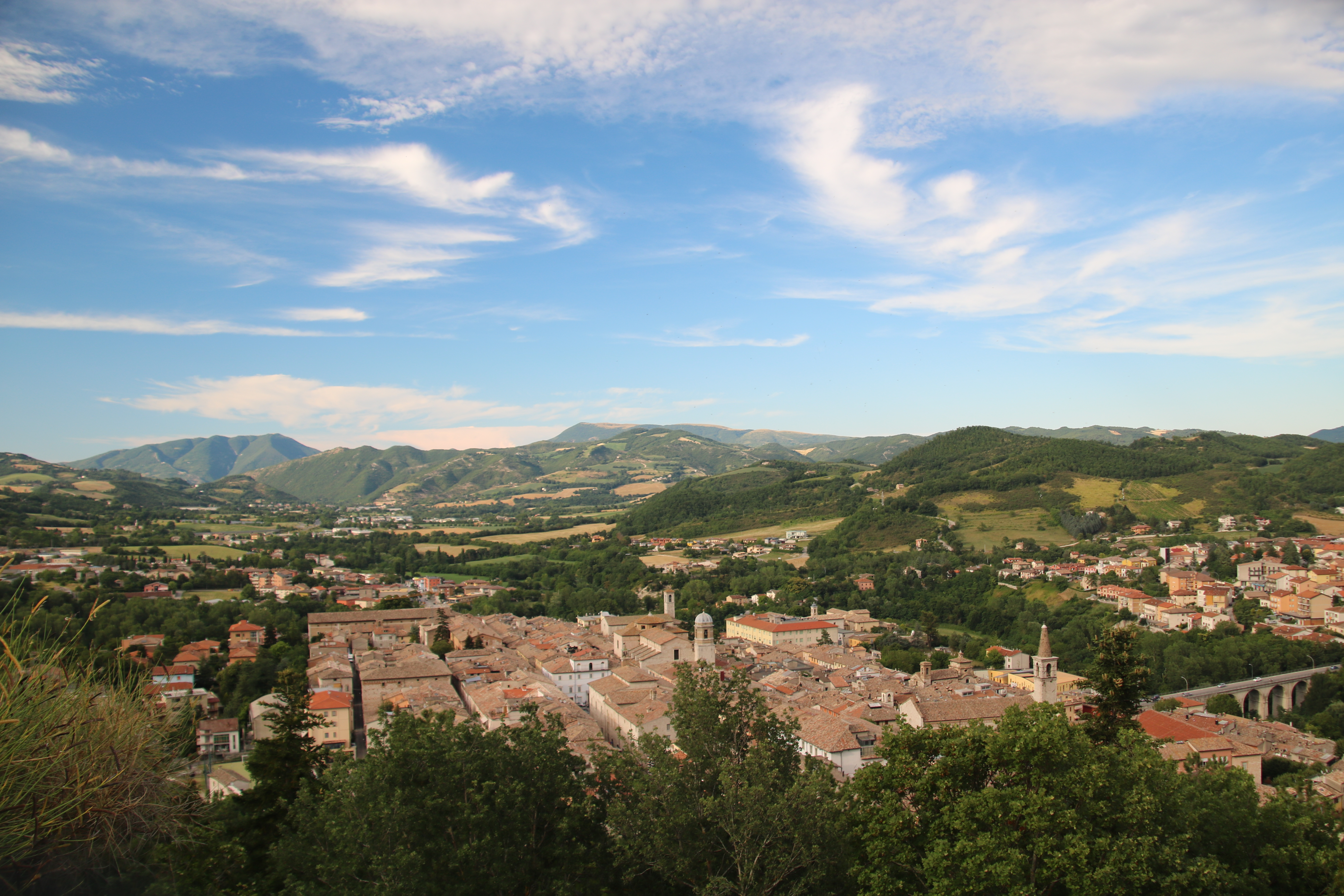
全景图

卡利（義大利語：Cagli）是意大利马尔凯大区佩薩羅和烏爾比諾省的市镇，位于乌尔比诺南边约30公里处。市镇面积为226平方公里，2009年人口数量为9,053人。